# Rudolf Lowas
Rudolf Lowas (ur. 22 marca 1903 w Krakowie, zm. 2 sierpnia 1983 tamże) – polski drukarz, działacz sportowy.

## Życiorys
W latach 1940–1953 pełnił funkcję kierownika technicznego Drukarni Narodowej w Krakowie, a w latach 1958-1971 dyrektora naczelnego Krakowskiej Drukarni Prasowej. Był jednym z założycieli klubu sportowego „Polonia” w 1919 (od 1920 klub nazywał się Korona). Od 1946 do 1970 był prezesem tego klubu. Przyczynił się do utworzenia obiektów sportowych w Podgórzu. Działał w Krakowskim Okręgowym Związku Piłki Nożnej oraz w Krakowskiej Komisji Kultury Fizycznej. Był członkiem honorowym PZPN.
Został pochowany na Cmentarzu Podgórskim w Krakowie (kwatera XL-5-8).

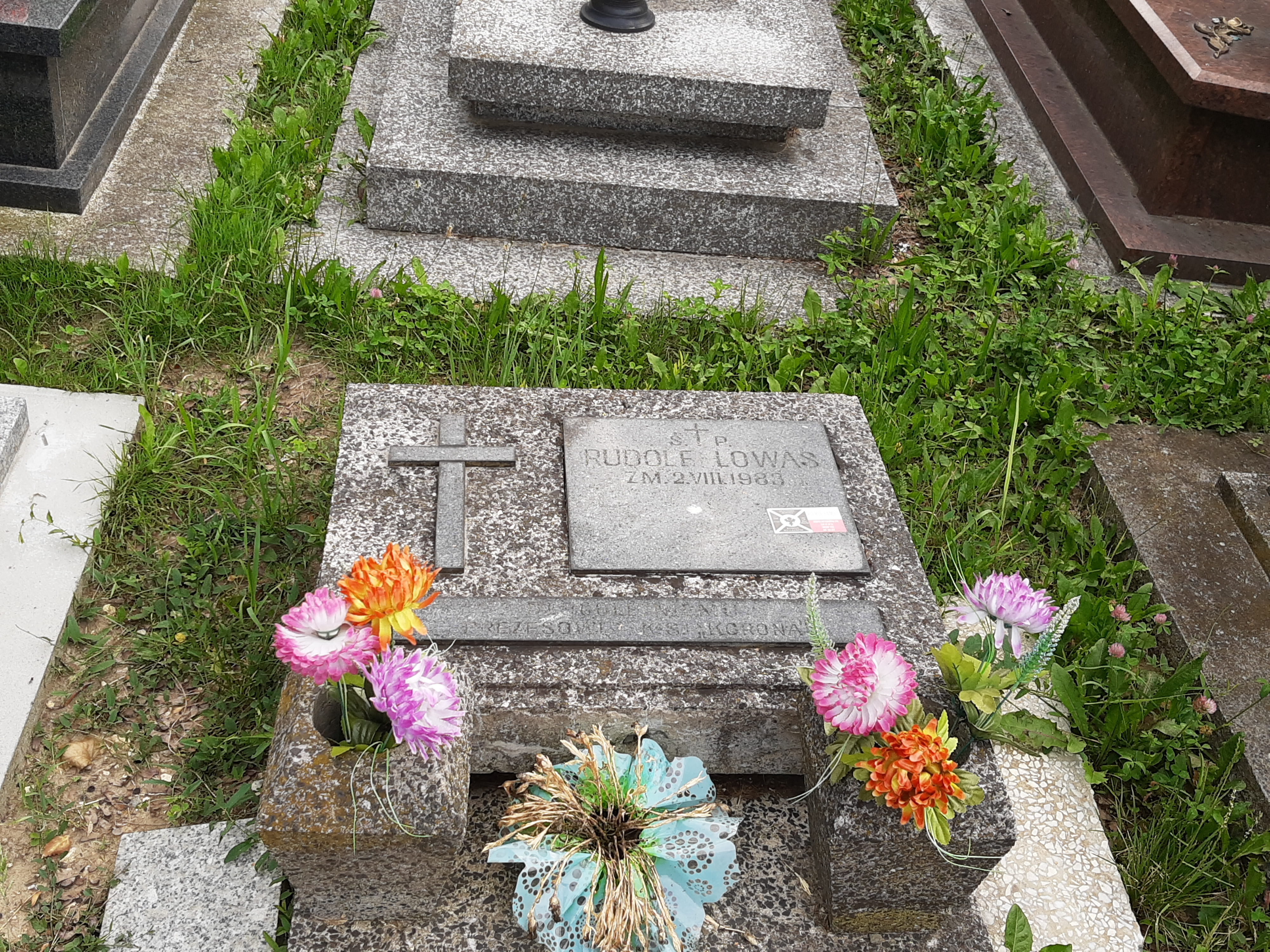
Grób Rudolfa Lowasa na Cmentarzu Podgórskim

## Odznaczenia
- Order Sztandaru Pracy II klasy
- Złoty Krzyż Zasługi (1947, za wybitne zasługi w dziele organizacji sportu robotniczego w Polsce)[2]
- odznaczenia państwowe, resortowe, regionalne